# 아래층 여자와 윗층 남자
"아래층 여자와 윗층 남자"는 대한민국 코미디 로맨스 영화이다. 미도영화사에서 제작하고, 1992년 봄에 개봉되었으며 고등학교 3학년이던 1989년 11월 2년 계약 형식으로 MBC 19기 공채 탤런트로 데뷔했으나 1991년 말 MBC와의 전속계약 종료 뒤 1년 전속계약을 연장하는 과정에서 타 채널 출연 또는 영화 출연을 삼가 온 오연수 (유영희 역)가  MBC 제작간부의 특별 허가를 받아 해당 영화로 스크린 데뷔했다.

## 개요
"스물 일곱 송이 장미"에 이어 합작한 코미디 로맨스 영화이다. 한 건물과 윗층과 아래층에서 살고 있는 이혼한 남녀의 이야기다.

## 줄거리
서로를 굳게 사랑한다고 믿는 철수와 영희는 3년간의 열애 끝에 성대한 결혼식을 올리고 꿈같은 신혼생활을 시작한다. 그러나 둘이 함께 하는 하루하루는 생각과 같지 않다. 결국 사소한 일들로 티격태격하던 이들은 결혼의 회의를 느끼기 시작하는데, 때 마침 아직 신혼의 때도 벗지않은 철수가 다른 여자에게 한눈을 파는 사건이 생긴다. 영희는 응당한 벌로 이혼을 요구하고, 이들은 한치의 주저함이 없이 갈라선다. 그러나 친구부부의 의도된 계획으로 같은 연립주택의 아래층과 윗층에 살게 된 영희와 철수. 철수는 자신의 속박에서 벗어난 자유인이라며 흡족해 하고, 영희는 연하의 동료 노진국의 프로포즈를 받는다. 그러나 영희는 자신을 관념적으로만 사랑하는 노진국을 거절한다. 그러던 어느 날 영희가 임신한 사실을 뒤늦게 알게 되어 영희와 철수는 생명의 신비와 더불어 결혼의 진정한 의미를 깨닫게 된다.

## 출연

### 주연
- 최수종 : 양철수 역
- 오연수 : 유영희 역

### 조연
- 김대환 : 최영환 역
- 최윤정 : 오수진 역
- 신민철 : 노진국 역
- 강민경 : 송미란 역

### 그 외
- 진봉진 : 소설가 역
- 유명순 : 어머니 역
- 김유정 : 이정숙 역
- 안윤정 : 정 선생 역
- 안진수 : 과장 역
- 강계식 : 도예가 역
- 태일 : 운전수 역
- 허기호 : 편집장 역
- 조학자 : 여의사 역
- 장철 : 경찰A 역
- 박부양 : 경찰B 역
- 김대식 : 신랑 역
- 오지영 : 신부 역
- 손경근 : 배달원 역

## 기타
- 제작실장: 반인섭
- 제작부장: 김창환
- 촬영부: 장준영
- 촬영부: 오창형
- 촬영부: 김윤수
- 촬영부: 백동현
- 촬영부: 김수현
- 조명: 김진도
- 조명부: 양권모
- 조명부: 조경찬
- 조명부: 강혁진
- 조명부: 배만수
- 스크립터: 이채원
- 조감독: 허동우
- 조감독: 김철열
- 조감독: 이상영
- 녹음: 소원종
- 음향효과: 양대호
- 소품: 차순하
- 소품팀: 오양근
- 분장: 장지희
- 분장: 이은주
- 헤어: 박준
- 운송: 정진우
- 옵티컬: 윤종두
- 보조출연: 엠티엠
- 진행: 김화자